# Pontiak
Pontiak ist eine US-amerikanische Psychedelic-Rock-Band, die 2005 in Baltimore gegründet wurde. Sie setzt sich aus den Brüdern Jennings, Lain und Van Carney zusammen und steht momentan bei Thrill Jockey Records unter Vertrag. Auf ihrer Farm in der Nähe von Warrenton, Virginia, nehmen sie einen Mix aus Psychedelic Rock und Folk auf.

## Geschichte

### Anfänge (2005–2006)
Nachdem die drei Brüder getrennt voneinander in verschiedenen Bands in Europa und den USA gespielt hatten, trafen sie sich 2005 in Baltimore und spielten auf einer Farm in der Holtzclaw Road in Warrenton, Virginia, die EP White Buffalo ein. Diese wurde noch im gleichen Jahr auf ihrem eigenen Label Fireproof Records veröffentlicht. Auf diesem erschien im Jahr 2006 auch ihr erstes Album Valley of Cats, das mittlerweile kostenlos bei last.fm heruntergeladen werden kann.

### Thrill Jockey Records (seit 2007)
Auf der darauffolgenden Tour durch die USA schrieben sie neues Material, mit dem sie schließlich einen Plattenvertrag mit Thrill Jockey Records bekamen. Ihr zweites Album, welches auch das erste auf ihrem neuen Label war, wurde ein Jahr später unter dem Namen Sun on Sun veröffentlicht. Zusammen mit Arbouretum, die ebenfalls bei Thrill Jockey Records unter Vertrag stehen, nahmen sie eine Split-EP mit Coverversionen von John-Cale-Songs namens Kale auf, die Anfang 2008 veröffentlicht wurde. Infolgedessen folgte eine Tour zusammen mit Arbouretum.
Im April 2009 folgte auf ihr drittes Album Maker eine Tour durch Amerika sowie eine Europa-Tour mit der befreundeten Psychedelic-Rock-Band Earthless. Während dieser Tour vertrieben sie die Tour-LP Sea Voids in einer limitierten Auflage von 1.000 Schallplatten. Nach einer weiteren Tour durch Europa mit White Hills erschien im Mai 2010 ihr fünftes Album Living.

## Diskografie

### Alben
- 2006: Valley of Cats
- 2007: Sun on Sun
- 2009: Maker
- 2009: Sea Voids
- 2010: Living
- 2012: Echo Ono
- 2014: Innocence
- 2017: Dialectic of Ignorance

### EPs
- 2005: White Buffalo
- 2008: Kale (Split mit Arbouretum)